# Campionati italiani di duathlon del 2010
I Campionati italiani di duathlon del 2010 sono stati organizzati dalla Federazione Italiana Triathlon e si sono tenuti a Spoleto in Umbria, in data 4 luglio 2010.
Tra gli uomini ha vinto Massimiliano Sansone (Poletti), mentre la gara femminile è andata a Maria Alfonsa Sella (T.D. Rimini).

## Risultati

### Élite uomini
| Pos. | Atleta               | Società sportiva        | Corsa    | Bici     | Corsa    | Totale   |
| ---- | -------------------- | ----------------------- | -------- | -------- | -------- | -------- |
|      | Massimiliano Sansone | Poletti                 | 00:30:50 | 00:56:59 | 00:16:19 | 01:44:08 |
|      | Luca Facchinetti     | T.D. Rimini             | 00:30:18 | 00:57:36 | 00:16:32 | 01:44:26 |
|      | Fabrizio Pellizzoni  | Triathlon Pavese        | 00:30:46 | 00:57:59 | 00:15:58 | 01:44:43 |
| 4    | Bruno Pasqualini     | Torino 3                | 00:31:22 | 00:57:21 | 00:16:13 | 01:44:56 |
| 5    | Daniel Hofer         | Carabinieri             | 00:30:13 | 00:59:33 | 00:15:25 | 01:45:11 |
| 6    | Daniel Antonioli     | Esercito                | 00:30:17 | 00:59:22 | 00:15:45 | 01:45:24 |
| 7    | Marco Verardo        | T.D. Rimini             | 00:30:57 | 00:57:47 | 00:16:40 | 01:45:24 |
| 8    | Francesco Vittori    | T.D. Rimini             | 00:30:57 | 00:58:04 | 00:16:33 | 01:45:34 |
| 9    | Luca Panzavolta      | Padova Nuoto Triathlon  | 00:31:47 | 00:57:00 | 00:16:47 | 01:45:34 |
| 10   | Alessio Picco        | T.D. Rimini             | 00:30:15 | 00:59:32 | 00:15:58 | 01:45:45 |
| 11   | Edimaro Donnini      | Vis Cortona             | 00:31:42 | 00:57:03 | 00:17:06 | 01:45:51 |
| 12   | Luca Bonazzi         | Poletti                 | 00:30:16 | 00:59:34 | 00:16:04 | 01:45:54 |
| 13   | Cristiano Sgrazzutti | Udine Triathlon         | 00:31:03 | 00:58:03 | 00:17:14 | 01:46:20 |
| 14   | Huber Rossi          | Piacenza Triathlon Vivo | 00:31:46 | 00:57:17 | 00:17:35 | 01:46:38 |
| 15   | Fabrizio Baralla     | Forhans Team            | 00:32:31 | 00:57:16 | 00:17:04 | 01:46:51 |
| 16   | Christian Puricelli  | Poletti                 | 00:31:36 | 00:57:43 | 00:17:43 | 01:47:02 |
| 17   | Riccardo Alvano      | T.D. Rimini             | 00:30:48 | 00:59:07 | 00:17:18 | 01:47:13 |
| 18   | Massimo Torsani      | T.D. Rimini             | 00:33:00 | 00:56:28 | 00:18:32 | 01:48:00 |
| 19   | Luca De Paolis       | SBR3 Triathlon          | 00:32:18 | 00:59:46 | 00:16:49 | 01:48:53 |
| 20   | Matteo Marchisio     | CUS Torino Triathlon    | 00:33:15 | 00:58:47 | 00:17:12 | 01:49:14 |

### Élite donne
| Pos. | Atleta                     | Società sportiva        | Corsa    | Bici     | Corsa    | Totale   |
| ---- | -------------------------- | ----------------------- | -------- | -------- | -------- | -------- |
|      | Maria Alfonsa Sella        | T.D. Rimini             | 00:33:04 | 01:05:24 | 00:18:03 | 01:56:31 |
|      | Anna Quagliaro             | CUS Udine               | 00:35:56 | 01:02:50 | 00:18:50 | 01:57:36 |
|      | Alice Capone               | Forhans Team            | 00:34:20 | 01:11:05 | 00:18:52 | 02:04:17 |
| 4    | Daniela Pallaro            | Padova Triathlon        | 00:37:40 | 01:08:51 | 00:19:40 | 02:06:11 |
| 5    | Patrizia Dorsi             | Piacenza Triathlon Vivo | 00:38:14 | 01:08:06 | 00:20:05 | 02:06:25 |
| 6    | Monica Ferrari             | Fumane Triathlon        | 00:38:51 | 01:07:42 | 00:20:55 | 02:07:28 |
| 7    | Simona Zaccardi            | T.D. Rimini             | 00:38:23 | 01:10:17 | 00:22:02 | 02:10:42 |
| 8    | Gisella Locardi            | Piacenza Triathlon Vivo | 00:38:58 | 01:13:41 | 00:20:21 | 02:13:00 |
| 9    | Paola Goldoni              | Desenzano Triathlon     | 00:38:57 | 01:13:27 | 00:21:13 | 02:13:37 |
| 10   | Manuela Ascoli             | Minerva Roma            | 00:39:56 | 01:12:25 | 00:21:32 | 02:13:53 |
| 11   | Maria Grazia Prestigiacomo | Tennis Club Palermo 2   | 00:39:55 | 01:12:44 | 00:21:17 | 02:13:56 |
| 12   | Maria Angioni              | Torino 3                | 00:41:30 | 01:11:16 | 00:22:16 | 02:15:02 |
| 13   | Marika Ganci               | Fumane Triathlon        | 00:42:14 | 01:10:42 | 00:22:27 | 02:15:23 |
| 14   | Luisa Caggiati             | Triathlon Colli Velo    | 00:43:35 | 01:08:53 | 00:23:15 | 02:15:43 |
| 15   | Bruna Cancelli             | Los Tigres              | 00:41:57 | 01:10:33 | 00:24:04 | 02:16:34 |
| 16   | Cristina Fasolo            | Padova Triathlon        | 00:42:03 | 01:13:29 | 00:22:59 | 02:18:31 |
| 17   | Luisa Di Vita              | C.C. Aniene             | 00:38:13 | 01:20:24 | 00:20:32 | 02:19:09 |
| 18   | Sara Kaczko                | Torrino Triathlon Team  | 00:42:59 | 01:15:21 | 00:22:04 | 02:20:24 |
| 19   | Chiara Bettoli             | Triathlon Faenza        | 00:44:08 | 01:13:34 | 00:23:34 | 02:21:16 |
| 20   | Linda Scattolin            | Padova Nuoto Triathlon  | 00:46:49 | 01:11:21 | 00:25:37 | 02:23:47 |